# Cazedarnes

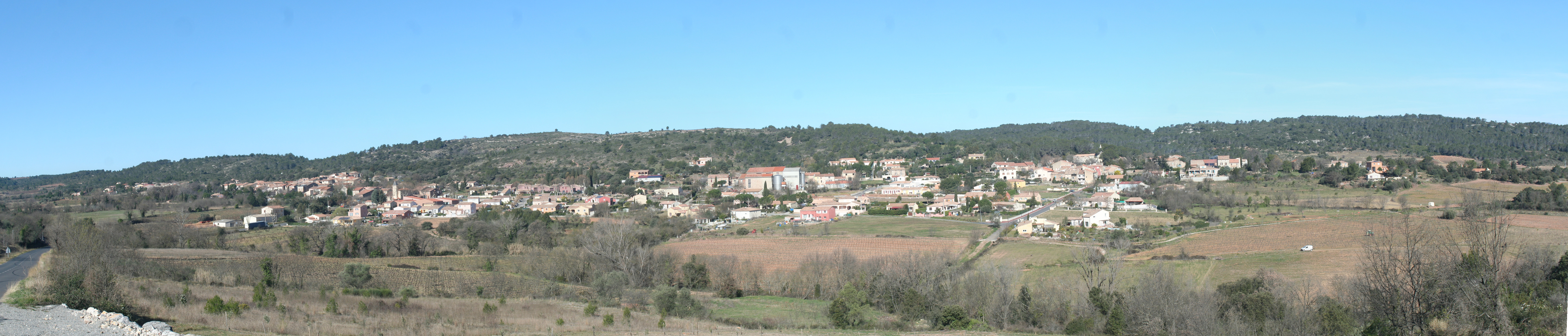
Panorama.

Cazedarnes è un comune francese di 532 abitanti situato nel dipartimento dell'Hérault nella regione dell'Occitania.
Nel suo territorio si trova l'abbazia di Sainte-Marie de Fontcaude, abbazia premostratense del XII secolo.

## Società

### Evoluzione demografica
Abitanti censiti